# Балог, Имре
Имре Балог (венг. Imre Balog; род. 28 октября 1991, Бекешчаба) — венгерский шахматист, гроссмейстер (2011).
Когда Имре было одиннадцать лет, отец познакомил его с шахматами.

## Карьера
В 2004 году он выиграл соревнования в 3-й возрастной группе Национальной студенческой шахматной олимпиады, которая была повторена в 2007 году в 5-й возрастной группе.
Чемпион Бельгии среди команд сезона 2013/14 в составе клуба KSK 47 Eynatten.

## Таблица результатов
| Год       | Город          | Турнир                                | + | − | = | Результат | Место |
| --------- | -------------- | ------------------------------------- | - | - | - | --------- | ----- |
| 2009/2010 |                | Командный чемпионат Венгрии           | 5 | 1 | 3 | 6½ из 9   | [ 1 ] |
| 2010      | Будапешт       |                                       | 6 | 1 | 2 | 7 из 9    | [ 2 ] |
|           | Бэиле-Еркулане | Командный чемпионат Румынии, 1-я лига | 4 | 1 | 4 | 6 из 9    | [ 3 ] |
|           |                |                                       |   |   |   | из        |       |

## Изменения рейтинга
| Графики недоступны из-за технических проблем. См. информацию на Фабрикаторе и на mediawiki.org. |